# Arinolus dentatus
Arinolus dentatus är en mångfotingart som först beskrevs av Cook 1911.  Arinolus dentatus ingår i släktet Arinolus och familjen Atopetholidae. Inga underarter finns listade i Catalogue of Life.